# Wolhusen
Wolhusen – miejscowość i gmina w środkowej Szwajcarii, w kantonie Lucerna, w okręgu Entlebuch.

## Demografia
W Wolhusen mieszkają 4 302 osoby. W 2021 roku 21,2% populacji gminy stanowiły osoby urodzone poza Szwajcarią. 

## Transport
Przez teren gminy przebiegają drogi główne nr 2a i nr 10. 